# Arturo Licata
Arturo Licata, född 2 maj 1902 i Enna, Italien, död där 24 april 2014, var en italiensk gruvarbetare och militär som bland annat tjänstgjorde under Italiens invasion av Etiopien 1936 samt under andra världskriget. Han arbetade även på en antituberkulosdispensär och som affärsman. Han fick med sin fru Rosa (död 1980) sju barn (varav sex levde vid hans död). Han hade även åtta barnbarn och fyra barnbarns barn. Hans hälsa var god utom att han hade syn- och hörselproblem innan maj 2013 då hans hälsa försämrades.
Då Licata avled 111 år och 357 dagar gammal den 24 april 2014 (bara åtta dagar före sin 112-årsdag), var han den äldsta levande italienske mannen sedan den 8 månader äldre Giuseppe Mirabellas död 30 mars 2012 samt den tredje äldsta italienske mannen någonsin efter Antonio Todde och Giovanni Frau. Han antogs även ha blivit världens äldsta levande man då kanadens-amerikanen James McCoubrey och japanen Jokichi Ikarashi avlidit under juli 2013 innan senare forskning visade att spanjor-amerikanen Salustiano Sánchez, som var äldre, var den då äldsta mannen. Licata blev dock den äldsta mannen efter Sánchez död den 13 september 2013. Efter Licatas död blev polsk-amerikanen Alexander Imich (som redan varit USA:s äldsta man sedan Sánchez död) den äldsta levande mannen och den äldsta levande italienske mannen Salvatore Caruso som var tre och ett halvt år yngre.